# Druivenkoers 1995
La Druivenkoers 1995, trentacinquesima edizione della corsa, si svolse il 23 agosto 1995 su un percorso con partenza e arrivo a Overijse. Fu vinta per il secondo anno consecutivo dal belga Johan Museeuw della Mapei-GB-Latexco davanti al lettone Arvis Piziks e al belga Edwig Van Hooydonck.

## Ordine d'arrivo (Top 10)
| Pos. | Corridore               | Squadra                       | Tempo |
| ---- | ----------------------- | ----------------------------- | ----- |
| 1    | Johan Museeuw           | Mapei-GB-Latexco              |       |
| 2    | Arvis Piziks            | Novell                        |       |
| 3    | Edwig Van Hooydonck     | Novell                        |       |
| 4    | Andrzej Sypytkowski     | Rotan Spiessens-Hot Dog Louis |       |
| 5    | Christian Henn          | Team Deutsche Telekom         |       |
| 6    | Serge Baguet            | Lotto-Isoglass                |       |
| 7    | Jan Nevens              | Vlaanderen 2002-Eddy Merckx   |       |
| 8    | Ludo Dierckxsens        | Collstrop-Lystex              |       |
| 9    | Carlo Bomans            | Mapei-GB-Latexco              |       |
| 10   | Jean-Pierre Heynderickx | Collstrop-Lystex              |       |